# Edgar Sjödahl
Hakon Lauritz Edgar Sjödahl (i riksdagen kallad Sjödahl i Göteborg), född 19 januari 1887 i Simrishamn i Kristianstads län, död 16 augusti 1973 i Vasa församling i Göteborg, var en svensk lektor och socialdemokratisk riksdagspolitiker.
Sjödahl var ledamot av riksdagens första kammare 1931–1958 i valkretsen Göteborgs stad.
Sjödal tog studentexamen i Malmö 1905, fil mag vid Lunds universitet 1909, fil lic vid Göteborgs högskola 1918, provårskurs i Stockholm 1912–1913 och därefter studieresor till de nordiska grannländerna samt flera länder i Väst- och Mellaneuropa samt Italien.
Sjödahl mottog Göteborgs stads förtjänsttecken den 3 juni 1949.

## Familj
Edgar Sjödahl var son till lasarettsläkare Lars Sjödahl och Marie Holst. Han gifte sig 1907 med Hulda Bernhardina Holmkvist (1883–1961) i Malmö, dotter till målaremästare Johan Axel Holmkvist och Anna Fredrika Malmgren.